# ガンバード
『ガンバード』 (GUNBIRD) は、彩アート京都（後の彩京）が開発し、1994年9月26日に稼働開始されたアーケード用縦スクロールシューティングゲーム。
19世紀ヨーロッパを舞台に、5人の大空の冒険者である「ガンバード」を操作して「アトラーの魔境」のかけらを収集する事を目的としている。ファンタジックな世界観や5人の個性的なキャラクターが特徴。プロデューサーは元ビデオシステム所属でアーケードゲーム『パイプドリーム』（1990年）にてディレクターを手掛けた丹羽潤一および『ラビオレプス』（1987年）にてディレクターを手掛けた中村晋介、ディレクターはテクモのアーケードゲーム『闘神ブレイザーズ』（1991年）を手掛けた頼近直純、音楽はカプコンのアーケードゲーム『キャプテンコマンドー』（1991年）や『天地を喰らうII 赤壁の戦い』（1992年）を手掛けた泉谷雅樹が担当している。
本作は、彩京が総発売元を担当する形で、同社とは別の会社からPlayStationやセガサターンなどへの移植版が発売され、携帯電話ゲームとしても配信された。また、北米ではPlayStation版が『Mobile Light Force』のタイトルで発売された。彩京が活動停止した後も、権利を取得したゼロディブおよびその親会社となったシティコネクションから移植版が発売された。新声社のゲーメストコミックスより、夏元雅人の作画によるコミック版（全1巻）が発売されている。
アーケード版はゲーム誌『ゲーメスト』の企画「第8回ゲーメスト大賞」においてベストシューティング賞4位を獲得。本稿では続編の『ガンバード2』（1998年）についても述べる。

## ゲーム内容
中村博文がキャラクターデザインを手掛けた本作は、ファンタジーな世界を舞台に個性豊かな5人のキャラクターが自機として登場しており、プレイヤーキャラクターのうちマリオンは彩京の看板キャラクターとして知られていく。また、1997年に稼動した同社の脱衣麻雀ゲーム『対戦ホットギミック』（1997年）にはマリオンに似た人物が隠しキャラクターとして登場している。
本作は8方向レバーと2ボタン（ショット、ボム）で自機を操作する体系を取っており、ショットボタンを押し続けてから離すとチャージショットを発射する 。
本作はセガのアーケードゲーム『コットン』（1991年）からの影響が指摘されており、根拠として登場人物に魔女と使い魔というコンビがいることに加え、魔女の「溜め」攻撃で使い魔がひどい目に遭うといった場面や、経験値によって攻撃力が上がる仕組みなどが挙げられている。

## 登場キャラクター

### プレイヤーキャラクター
小さな大魔法使い マリオン
声 - 田中千晴
イギリス出身の13歳の少女で、“大魔法使いマーリンの末裔”を自称している。未熟ながら風の術法を操り、ホウキを媒体に飛行する能力がある 。今回、修行と称して家を飛び出すが、本当の目的は魔鏡探し。
明るく勝気な一方、いたずらの下準備にはどんな苦労も厭わない。
戦闘時は、お供の魔法うさぎ ポムポム（声 - 置鮎龍太郎）を連れてきている。
特殊攻撃：ファイアーラビット、ボム：ウインドシェイバー
中華な女導士 ヤンニャン
声 - 松井菜桜子
年齢不詳。中国出身。怪しげな仙術を使う女導師で、今回の魔鏡争奪戦に加わる目的もはっきりしていない上、正体がサルではないかといううわさもたっている。足元に小さな雲を発生させて飛行する能力がある。美しい顔に似合わず大の喧嘩好き。
特殊攻撃：如意棒地獄突き、ボム：分身突撃隊
空飛ぶロボット軍人 バルナス
声 - たてかべ和也
6ヶ月前、ロシアで製造されたロボット。帝政ロシア軍部が開発した空飛ぶ自動兵器の第1号。ロケット推進装置を主軸に、各種兵器とゼンマイ式思考回路を装備した最強のロボットで、6時間に1度ゼンマイを巻かなければ思考が停止するらしい。常に軍部の指令で動き、今回は皇帝ニコライ2世直々に魔鏡奪還を命じられているが、最近どうやら思考回路に「自我」らしきものが芽生えているらしい。
特殊攻撃：ロケットパンチ、ボム：バルナスバスター
大空の冒険科学者 アッシュ
声 - 置鮎龍太郎
ドイツ出身の28歳。科学者、考古学者の肩書きを持つクールな冒険家だが、少女好きの一面もある。探究心と冒険心の塊に満ちた人物で、「空を飛ぶための機械」の研究に数年間を費やし、ようやく背嚢式推進機「ロケットパック」を完成させ、飛行実験に成功した。その矢先、魔鏡の噂を聞くや否や湧き起こる探究心を抑えきれず、新たなる大冒険に身を投じる。
なお、続編『ガンバード2』において「アッシュが魔鏡を完成させて願いを叶えた」のが正史となっている。
特殊攻撃：波動弾、ボム：超科学爆弾
愛と根性の宮大工 鉄
声 - 摩耶朔乃助
日本出身で60歳。若い頃に恋人を事故で失い、以来現在に至るまで40年間独身を貫いた孤高の宮大工。数年前仕事でフランスに渡り、その後ヨーロッパ放浪の旅路に着くが、旅先にて魔鏡の噂を聞き、手に入れることを決断する。今回の冒険のため自ら作成した人力ヘリコプターを使って空を飛ぶ 。
特殊攻撃：ドラゴンロケット乱れ撃ち、ボム：大江戸大火災

### 敵キャラクター
兵器メーカー「バクスター社」に所属し、手に入れれば何でも願いが叶うというアトラーの魔鏡を手に入れようと企んでいる3人。魔鏡探しの際には、正体を隠すため、盗賊団「トランプ」と名乗っている。この3人は「タイムボカンシリーズ」に登場した三悪をモデルにしており、担当声優をはじめ、キャラクター紹介の際には「スカポンタン」などの単語もあるなど、実質的なパロディキャラクターである。
盗賊団「トランプ」女首領 ルージュ
声 - 小原乃梨子
バクスター社社長にして盗賊団「トランプ」の団長。1884年9月27日生まれの26歳。出身国はイギリス。身長179cm、体重54kg。美しいものやパーフェクトな美青年を好み、魔鏡の破片収集を妨害するガンバードを敵視している。部下のエースとクロードには会社では「社長」、トランプの3人のみの場合には「ルージュ様」と呼ばせている。
盗賊団「トランプ」メカニック担当 エース
声 - 八奈見乗児
バクスター社の開発部主任。1885年4月17日生まれの25歳。出身国はドイツ。身長170cm、体重62kg。実は学生時代はアッシュと同期で、未だ彼をライバル視している。名前は同社のゲーム『戦国エース』から。
盗賊団「トランプ」パイロット担当 クロード
声 - たてかべ和也
バクスター社の第一工場長。身長は2m以上あり、関西弁で喋る。34歳。出身国はフランス。2mを超える巨体と怪力の持ち主で、格闘技の達人でもある。名前は同社のゲーム『バトルクロード』から。

## 移植版

### 一覧
| No. | タイトル                       | 発売日                                    | 対応機種                                                 | 開発元       | 発売元                         | メディア                               | 型式                      | 備考                               | 出典        |
| --- | ------------------------------ | ----------------------------------------- | -------------------------------------------------------- | ------------ | ------------------------------ | -------------------------------------- | ------------------------- | ---------------------------------- | ----------- |
| 1   | ガンバード                     | 1995年12月15日                            | PlayStation セガサターン                                 | 彩京         | アトラス                       | CD-ROM                                 | PS:SLPS-00157 SS:T-14402G |                                    |             |
| 2   | Mobile Light Force             | 2002年 2003年3月19日                      | PlayStation                                              | 彩京         | XS Games                       | CD-ROM                                 | SLES-04087 SLUS-01525     | 日本版から一部演出を変更されて発売 |             |
| 3   | ガンバード                     | 2002年9月17日                             | 504i専用 （iモード）                                     | ケイブ       | ケイブ                         | ダウンロード （ゲーセン横丁）          | -                         |                                    | [ 4 ]       |
| 4   | ガンバード1&2                  | 2004年2月19日 2005年3月25日               | PlayStation 2                                            | 彩京         | アトラス Empire Interactive    | CD-ROM                                 | SLPM-62469 SLES-53021     |                                    |             |
| 5   | ガンバード                     | 2005年4月4日                              | FOMA900iシリーズ （iアプリ）                             | クロスノーツ | クロスノーツ                   | ダウンロード （彩京ゲーセンマリオンi） | -                         |                                    | [ 5 ] [ 6 ] |
| 6   | Mobile Light Force             | 2009年6月25日                             | PlayStation 3 PlayStation Portable (PlayStation Network) | 彩京         | SCE                            | ダウンロード                           | -                         |                                    |             |
| 7   | Mobile Light Force             | 2012年9月11日                             | PlayStation Vita                                         | 彩京         | SCE                            | ダウンロード                           | -                         |                                    |             |
| 8   | Mobile Light Force             | INT 2015年7月17日                         | Windows                                                  | 彩京         | Console Classics               | ダウンロード (Steam)                   | -                         | PlayStation版の移植                |             |
| 9   | ガンバード for Nintendo Switch | INT 2017年12月7日                         | Nintendo Switch                                          | ゼロディブ   | ゼロディブ                     | ダウンロード                           | -                         |                                    |             |
| 10  | 彩京 SHOOTING LIBRARY Vol.2    | 2019年8月29日 2020年2月18日 2020年2月21日 | Nintendo Switch                                          | ゼロディブ   | シティコネクション NIS America | ゲームカード                           | LA-H-AUF8A-JPN            |                                    | [ 7 ] [ 8 ] |
| 11  | ガンバード                     | INT 2020年5月11日                         | Windows                                                  | ゼロディブ   | シティコネクション             | ダウンロード (Steam)                   | -                         | アーケード版の移植                 | [ 9 ]       |
| 12  | 彩京 SHOOTING LIBRARY Vol.2    | 2022年7月28日                             | PlayStation 4                                            | ゼロディブ   | シティコネクション             | BD-ROM                                 | -                         |                                    | [ 10 ]      |
| 13  | ガンバード                     | INT 2022年7月28日                         | PlayStation 4 Xbox One                                   | ゼロディブ   | シティコネクション             | ダウンロード                           | -                         |                                    | [ 10 ]      |

### 各機種版の特徴
本作では以下のプラットフォームにて移植されている。なお、アーケード版では女性キャラの乳首が露出する演出があったが、移植版では修正されている。
1995年12月15日には、PlayStation版とセガサターン版 がアトラスから発売された。サターン版はステージの順番やボスキャラクターがランダムに変わるシステムやコミカルな物語を表現したビジュアルデモが追加されている。
一方、北米向けに発売されたプレイステーション用ソフト『Mobile Light Force』は本作の移植版にあたるが、タイトル画面が本作とは無関係の人物に差し替えらえており、オープニングアニメーション等の要素がカットされている。その後『Mobile Light Force』は、2015年7月18日にMicrosoft Windows XP以降のパソコン向けソフトとしてSteamにて配信され、2019年4月に販売を終了した。
なお『Mobile Light Force』の続編として発売されたプレイステーション2用ソフト『Mobile Light Force 2』は『式神の城』の移植であり、タイトル画面の差し替えやデモのカットなどの特徴も共通している。
ライターの早苗月ハンバーグ食べ男は4Gamer.netに寄せた記事の中で、北米における移植が乱暴だとし、互いに関連のない複数の映画を続編にしてビデオリリースする行為と似ていると指摘している。
2004年2月19日には、続編『ガンバ―ド2』とのセット商品であるPlayStation 2用ソフト『ガンバード1&2』がアトラスから発売された。
2017年12月7日には、ゼロディブよりNintendo Switchへの移植版である 『ガンバード for Nintendo Switch』がダウンロード販売された。また、Switch版は2019年8月29日にシティコネクションから発売されたNintendo Switch用ソフト『彩京 SHOOTING LIBRARY Vol.2』にも収録されているほか、2020年5月11日にはこのバージョンをもとにしたWin10以降のOS向けの移植版がシティコネクションより配信された。
2022年7月28日にはPlayStation 4向けパッケージソフト『彩京 SHOOTING LIBRARY Vol.2』にも収録、同日にPlayStation 4とXbox Oneにて単品版のダウンロード販売もなされた。

## 音楽
PlayStation版およびセガサターン版では以下のテーマソングが追加されている。
挿入歌「ガンバード〜大空の冒険者〜」
- 歌：片桐真衣、作詞・作曲：泉谷雅樹

挿入歌「マリオンのテーマ」
- 歌：田中千晴

## スタッフ
- プロデューサー：丹羽潤一
- ゲーム・プロデューサー：中村晋介
- キャラクター・デザイン：中村博文
- ゲスト・イラストレーター：桜玉吉、寺田克也、司淳、夏元雅人、菅野博士、中村博文
- デザイン：小川兵衛、山崎渉、小田秀之、塚越陽子、吉田育也、武森則和、谷口絵美、上岡秀都
- プログラム：杉田敏典、佐藤成希、斎藤詩織、高木慶介
- サウンド・デザイン：泉谷雅樹
- スクリプト：山田啓史
- テストプレイ：村田明美、原田大一郎、鵜飼基史、蒲正広、下島有子、千代晃裕、市田琢也、天川浩、作本直貴、一谷こず恵、高嶋伸枝、大伴舞、本永智子、近藤昌浩、奈良政経
- 協力：由佐伸一、design-studio TOMAS
- イラストコンテスト協力：ゲーム遊II、ゲーメスト、月刊コミックゲーメスト、セガサターンマガジン、電撃王、電撃プレイステーション、週刊ファミコン通信、PlayStation Magazine、マイコンBASIC Magazine
- ディレクター：頼近直純

## 評価
| 項目 | キャラクタ | 音楽 | お買得度 | 操作性 | 熱中度 | オリジナリティ | 総合 |
| PS版 | 4.0        | 3.7  | 3.6      | 3.6    | 3.4    | 3.1            | 21.4 |
| SS版 | 4.1        | 3.5  | 3.6      | 3.9    | 3.8    | 3.4            | 22.2 |

ゲーム誌『ゲーメスト』の企画「第8回ゲーメスト大賞」（1994年度）において、読者投票によりベストシューティング賞4位を獲得した。
ライターの風のイオナは、インプレスのムック『このレトロゲームを遊べ！』に寄せた記事の中でショットとボムによるオーソドックスな操作体系だとしつつも、80年代のシューティングゲームと比較すると非常にテンポが良く、派手なパワーアップによる撃ちこみが気持ちよいと評価し、90年代のシューティングゲームシーンにおいて新時代を切り開いた作品だと称した。
移植版の評価として、ゲーム誌『ファミコン通信』の「クロスレビュー」ではPlayStation版が7・8・6・8の合計29点（満40点）、セガサターン版が7・7・7・8の合計29点（満40点）とどちらも高評価となった。
徳間書店のゲーム誌における読者投票による「ゲーム通信簿」での評価は右記の通り、PlayStation版は『PlayStation Magazine』において合計21.4点（満30点）、セガサターン版は『SATURN FAN』において合計22.2点（満30点）とどちらも高評価となった。

## ガンバード2
『ガンバード2』（GUNBIRD2）は1998年稼働開始。『ガンバード』の続編。全体的な世界観、操作を引き継いでいる。絵柄に関しては、よりポップで鮮やかになった。
チャージショットは1997年に発売された『ストライカーズ1945II』と同様なゲージ制になり、威力抜群のスーパーショットと、同じくゲージを消費して速攻高威力の近接攻撃（3ボタン目）が追加された。全7ステージ+1。キャラクターデザインは夏元雅人。

### プレイヤーキャラクター
小さな大魔法使い マリオン
声 - 田中千晴（アーケード版）、大谷育江（ドリームキャスト、PlayStation 2版）
前作でアッシュに魔鏡の願いを叶えられたことにより、一年に一歳若返るようになってしまった。そのため、本来なら17歳だが、9歳にまで若返ってしまっている。仕方なく小学校に通っていたが、魔鏡の効果を解くべく戦う。
家庭用版で声が変更になっているのは、田中千晴がすでに所属していた劇団を退団しており、連絡がつかなかったためとのこと（かつての彩京ホームページより）。
お供の魔法うさぎ ポムポム
声 - 津久井教生
今作ではマリオンの接近攻撃で敵に叩きつけられるようになり、扱いは前作より酷くなっている。
空飛ぶ優等生 タビア
声 - 皆口裕子
ドイツ出身の9歳。アッシュの姪で、一緒にイギリスに移住した。優等生ではあるが、地味で虚弱体質。同級生のマリオンのいたずらに困っており、騙されて返り討ちにあう毎日を送っている。病気の母親のために、アッシュの作った発明品で戦う。
孤高の吸血鬼 アルカード
声 - 子安武人
ルーマニア出身、300歳の吸血鬼。陽光をはじめとする吸血鬼の弱点はほぼ克服しており、最後の弱点を克服するために究極の宝を探して戦う。
褐色の肥満体 ヘイコブ
声 - 三ツ矢雄二
アラビア出身の18歳。珍しいものを収集し自慢する癖があり、目利きとしても相当な手だれである。究極の宝を求め、家宝の一つである「空飛ぶ絨毯」に乗って戦う。
軍用ロボット バルピロ
声 - たてかべ和也
ロシア出身。バルナスの設計図を基に作られた発展型であり、最終試験をかねて実戦投入される。
風雲はだか侍 アイン
声 - 若本規夫
隠しキャラクター。妹であるアスカのために戦う。
魔界の女王 モリガン
声 - 佐久間レイ
DC版のみのゲストキャラクター。退屈を紛らわすために戦う。

### 敵キャラクター
前作に引き続き、この3人は「タイムボカンシリーズ」に登場した三悪をモデルにしている。声優はそのまま、絵柄もより近いものとなり、実質的なパロディキャラクターである。
空賊団「クイーンパイレーツ」女首領 シャーク
声 - 小原乃梨子
気が強く、わがままな性格で、欲しいものはどんな手段を使っても必ず手に入れようとする。
空賊団「クイーンパイレーツ」メカニック担当 ギミック
声 - 八奈見乗児
自称天才発明家。根はスケベでシャークの色仕掛けでいいように利用されている。名前は同社のゲーム『対戦ホットギミック』から。
空賊団「クイーンパイレーツ」力仕事担当 ブレード
声 - たてかべ和也
血の気が多く凶暴な性格だが、その性格とはうらはらに涙もろく、情にあつい性格。名前は同社のゲーム『戦国ブレード』から。

### 移植
- ドリームキャスト版 - 2000年3月9日にカプコンより発売。同社の『ヴァンパイア』シリーズからモリガンがゲスト出演。また、アインが最初から使用できる。
- PlayStation 2版 - 『ガンバード1&2』として2004年2月19日発売。
- Nintendo Switch版 - 『ガンバード2 for Nintendo Switch』として2018年6月21日配信。また、2019年8月29日発売の『彩京 SHOOTING LIBRARY Vol.2』にも収録されている（内容はダウンロード版と同一[13][14]）。
- Steam版 - 2020年6月10日より配信。上記のNintendo Switch版をベースにしている[24][25]。
- PlayStation 4版 - 2022年7月28日発売の『彩京 SHOOTING LIBRARY Vol.2』に収録[10]、同年8月4日には単品版のダウンロード販売もなされた。
- Xbox One版 - 2022年8月4日より単品ダウンロードソフトして配信。

なお、家庭用移植版では最終ボスのデザインが変更されている。Nintendo Switch版では最終ボスのデザインをアーケード版、家庭用移植版とオプションで切り替えられる。